# Real TOP Praha
Real TOP Praha je sportovní tým, složený z osobností kulturního a sportovního života, který se věnuje především fotbalu, ale také florbalu, futsalu nebo baseballu. Předseda sdružení Alexandr Smita organizuje sportovní program, který umožňuje propojit sport, kulturu, zábavu a zejména poté pomoc těm, kteří to nejvíce potřebují. Sportovní aktivity podporují charitativní akce, nemocniční a dětská oddělení, sociální a pečovatelské domovy, jejímiž patrony jsou právě členové týmu Real TOP Praha.

## Hráči

### Osobnosti kultury

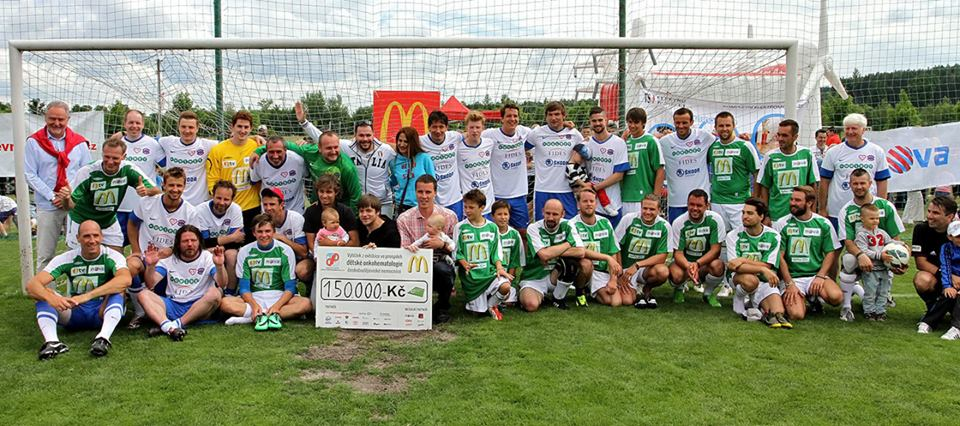
Skupinový snímek Mádl týmu a klubu Real TOP Praha

- Jiří Babica,
- Ota Balage,
- Dan Bárta,
- Alan Bastien,
- Filip Blažek,
- Jaromír Bosák,
- Aleš Brichta,
- Jan Čechtický,
- Martin Dejdar,
- Jakub Děkan,
- Karel Diviš,
- Michal Dlouhý,
- Zbyněk Drda,
- Vojtěch Dyk,
- Richard Genzer,
- Kamil Halbich,
- Ladislav Hampl,
- Michal Hrdlička,
- Vlastimil Horváth,
- Jan Jiráň,
- Bohouš Josef,
- Jakub Kohák,
- David Kozohorský,
- Richard Krajčo,
- Daniel Landa,
- Jiří Langmajer,
- Ondřej Lípa,
- Jiří Mádl,
- Adam Mišík,
- Kryštof Mucha,
- Jan P. Muchow,
- Aleš Najbrt,
- Pavel Nečas,
- Leoš Noha,
- David Novotný,
- Pavel Nový,
- Vojtěch Nouzák,
- David Ondříček,
- Jiří Panzner,
- Josef Pejchal,
- Jiří Ployhar,
- Petr Polák,
- Martin Pouva,
- Jakub Prachař,
- Matouš Rajmont,
- Jan Révai,
- Filip Sajler,
- Jarmil Škvrna,
- Jan Šmíd,
- Michal Sochor,
- Jakub Štáfek,
- Martin Stránský,
- Kamil Střihavka,
- David Suchařípa,
- Marek Taclík,
- Ivan Trojan,
- Lukáš Vaculík,
- Ondřej Vetchý,
- Vlastimil Vlášek,
- Josef Vojtek,
- Petr Vondráček,
- Jiří Vrba,
- Jiří Vyorálek,
- Ondřej Zamazal,
- Robert Záruba,
- Karel Zima,
- Pavel Zuna,
- Jan Rais

### Osobnosti sportu
- Roman Bednář,
- Radek Bejbl,
- Jan Berger,
- Patrik Berger,
- René Bolf,
- Erich Brabec,
- Petr Bříza,
- Martin Dlouhý,
- Milan Fukal,
- Martin Frýdek,
- Michael Frolík,
- Marcel Gecov,
- Martin Hanzal,
- Dominik Hašek,
- Ivan Hašek,
- Pavel Hašek,
- Marek Heinz,
- Pavel Hoftych,
- Radim Holub,
- Lukáš Hrabák,
- Jiří Hrdina,
- Tomáš Hübschman,
- Tomáš Hunal,
- Martin Hyský,
- František Jakubec,
- Marek Jankulovski,
- Jiří Jarošík,
- Pavel Kantor,
- Karol Kisel,
- Lucie Kladrubská
- Tomáš Klinka,
- Boris Kočí,
- Jan Koller,
- Petr Kouba,
- Jan Koukal,
- Luboš Kozel,
- Tereza Krejčiříková,
- Jaroslav Kristek,
- Luboš Kubík,
- Martin Latka,
- Vítězslav Lavička,
- Marcel Lička,
- Mario Lička,
- Vratislav Lokvenc,
- Marek Matějovský,
- Pavel Mezlík,
- Petr Mrázek,
- Lumír Mistr,
- Martin Müller,
- Michal Nehoda,
- Josef Němec,
- Jan Nezmar,
- Marek Nikl,
- Jiří Novotný,
- David Pastrňák,
- Ondřej Pavelec,
- Josef Pešice,
- Tomáš Pešír,
- Tomáš Plekanec,
- Karel Poborský,
- Lukáš Přibyl,
- Daniel Pudil,
- Karel Rada,
- Jan Rajnoch,
- Jan Rezek,
- Jan Rutta,
- Horst Siegl,
- Alexander Salák,
- Radek Smoleňák,
- Jakub Smrž,
- Radek Sňozík,
- Luděk Stracený,
- František Straka,
- Jan Suchopárek,
- Zdeněk Svoboda,
- Václav Svěrkoš,
- Juraj Šimurka,
- Radek Šírl,
- Vladimír Šmicer,
- Jiří Štajner,
- Jakub Štáfek,
- Jiří Tlustý,
- Jindřich Trpišovský,
- Tomáš Ujfaluši,
- Ivo Ulich,
- Vlastimil Vidlička,
- Tomáš Vlasák,
- Roman Vonášek,
- Jakub Voráček,
- Petr Voříšek,
- Luděk Zelenka,
- Lukáš Zelenka,
- Daniel Zítka

## Sportovní odvětví
- Fotbal
- Futsal
- Florbal
- Baseball

## Sportovní akce
- Vacovské fotbalohraní

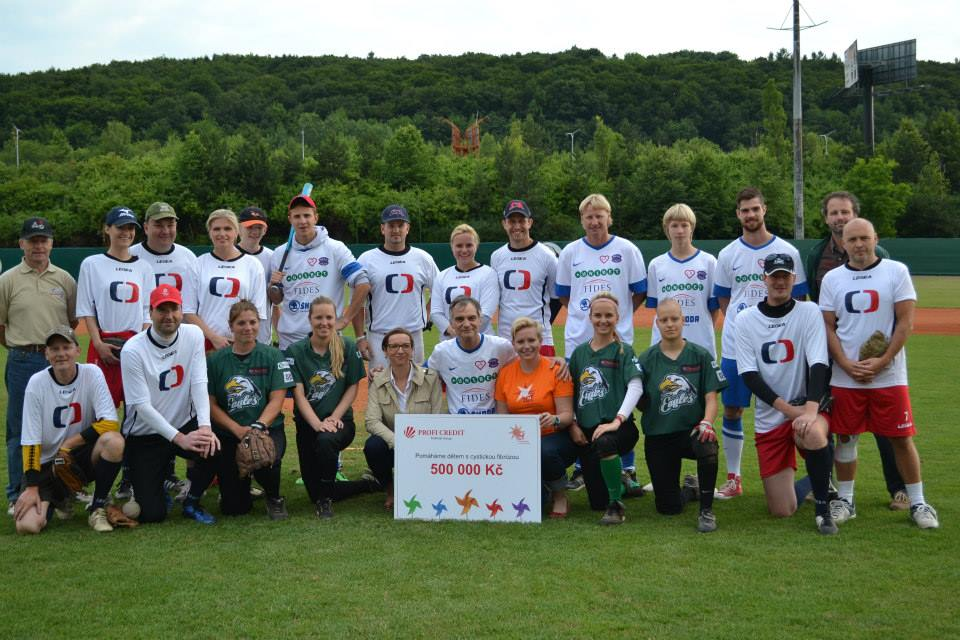
Baseballisté klubu Real TOP Praha

- Výběr Karlovarska vs Real TOP Praha
- Mádl tým vs Real TOP Praha
- Krchleby
- Memoriál Lukáše Přibyla
- GyBu Tým vs Real TOP Praha[1]
- Střílejte na vozíčkáře
- Real TOP Praha vs Jágr team
- Koloděje vs Real TOP Praha
- Bican Cup
- Fotbalové zápasy k výročím založení klubů
- 90 let SK Zeleneč
- Branické EURO